# Loxostege mucosalis
Loxostege mucosalis — вид лускокрилих комах родини вогнівок-трав'янок (Crambidae).

## Поширення
Вид поширений в Південно-Східній Європі. Присутній у фауні України.